# 오스트레일리안 스텀피 테일 캐틀 독

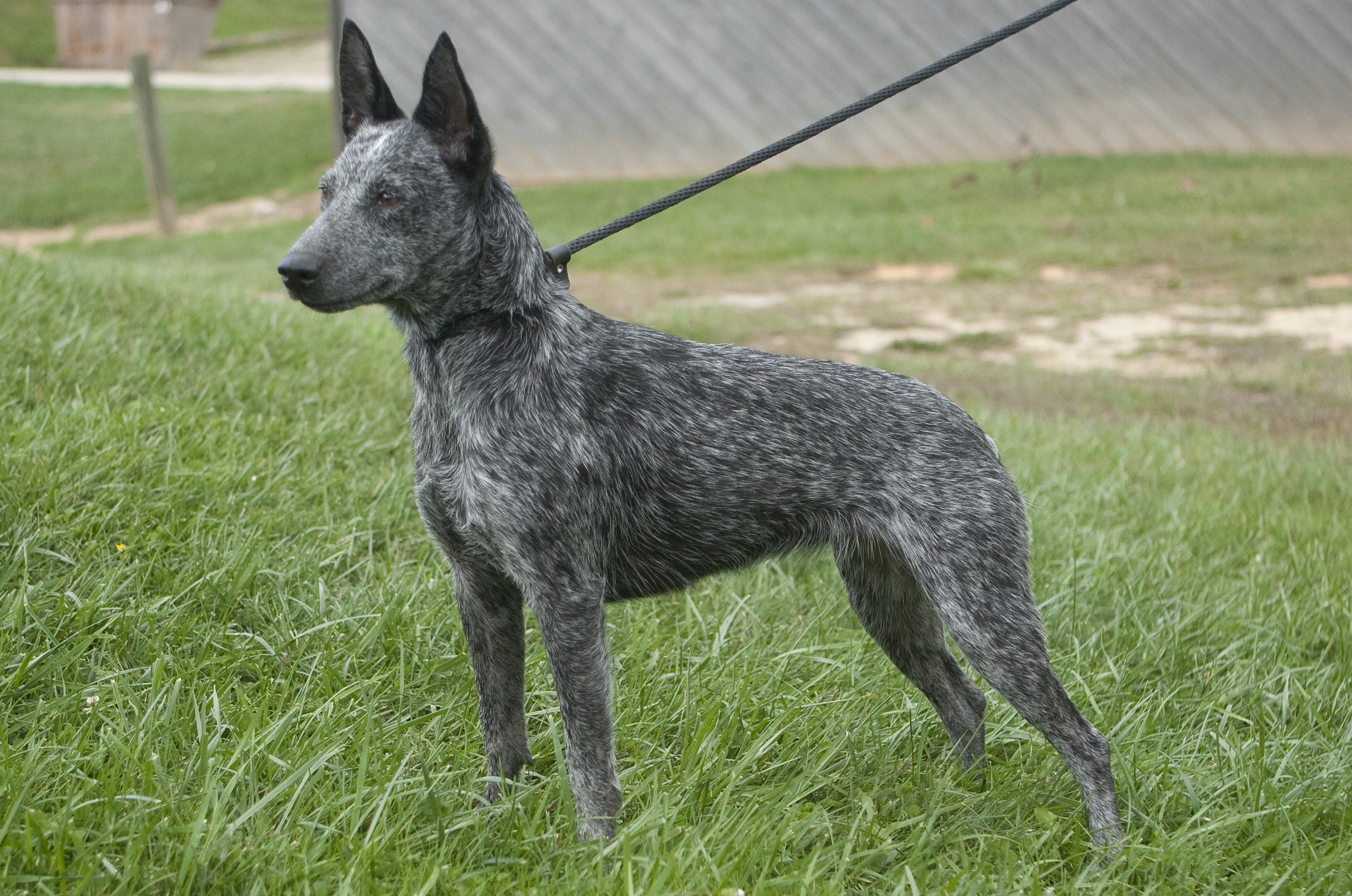

오스트레일리안 스텀피 테일 캐틀 독(Australian Stumpy Tail Cattle Dog)은 일반적으로 스텀피(Stumpy)로 알려진 개 품종으로, 오스트레일리안 캐틀도그(Australian Cattle Dog)와 밀접한 관련이 있는 선천적으로 꼬리가 짧거나 꼬리가 없는 중형 캐틀독이다. 오스트레일리안 스텀피 테일 캐틀독과 오스트레일리안 캐틀독은 홀스 힐러(Halls Heeler)의 기원을 공유한다.

## 모습
ANKC 표준은 "균형이 잘 잡혀 있고, 프로필이 다소 정사각형이며, 딱딱하고 울퉁불퉁한 외모를 지닌 일하는 개"를 요구한다. 이들은 작은 뾰족한 귀와 10cm(3.9인치) 미만의 자연적으로 짧은 꼬리를 가지고 있다. 털은 짧고 촘촘하며 목 주위에 작은 주름이 있다. 파란색이나 빨간색 등 다양한 패턴으로 나타난다. 오스트레일리안 캐틀독과 달리, 표준에서는 혼합 품종견의 징후로 간주되는 황갈색 표시를 금지한다.